# Attersee (lago)
L'Attersee (o Kammersee) è un lago situato in Austria nella regione dell'Alta Austria. È il lago più grande della zona del Salzkammergut. Tra le località che vi si affacciano ci sono: Seewalchen, Schörfling, Weyregg, Steinbach, Unterach, Nußdorf, Attersee e Berg im Attergau.